# 廣州中醫藥大學深圳醫院
廣州中醫藥大學深圳醫院，又稱福田区中医院，是一所深圳市福田区的公立中医专科医院，筹建于1992年并在1998年挂牌成立，截至2013年12月占地面积17500平方米，建筑面积35000平方米，以康复针灸推拿、骨伤、老年病专科等中医药医疗为特色，同时提供口腔科、放射科等诊治及检验检查。

## 创建和发展

### 1990年～1999年
1992年立项筹建，在下梅林一处山坡兴建简易用房并提供基本医疗服务，尔后在福田区莲花北社区30栋一层启用门诊服务。1998年7月位于景田北的5层门诊和住院综合楼挂牌并投入使用，设立急诊科、综合门诊、综合病房。投入使用的初期提供50张病床资源。

### 2000年～2009年
设计为16层住院综合楼的2期工程在2007年动工，该工程紧邻医院位于北环大道的南侧，于2010年9月投入使用。

### 2010年～2019年
3期工程在医院原有的1期门诊-住院综合楼基础上及医院西北角储备用地上兴建，预计建成并投入使用时为门诊综合大楼。

## 历任院长
- 骆仲达 筹建负责人及代理院长，任期1992年至2006年
- 马光 任期2006年至2012年
- 张天奉 任期2012年至今

## 科室及部门
- 急诊科
- 院前科
- 门诊部
- 治未病中心
- 康复科
- 针灸推拿科
- 口腔科
- 内一科
- 内二科
- 内三科
- 儿科
- 妇产科
- 检验科
- 放射科
- 骨伤科
- 外科
- 感染科
- 重症医学科

## 评审和认证
2012年12月，通过评审并成为广州中医药大学教学医院。2016年7月接受国家三级甲等中医医院验收。